# Eurowind Energy
Eurowind Energy A/S er en international dansk virksomhed, der udvikler, bygger, driver og ejer energiparker. Virksomheden har hovedkvarter i Hobro, hvor den blev etableret i 2006. Eurowind har ca. 300 ansatte. Virksomheden satser på en blanding af vindmølleparker og solcelleparker i 15 europæiske lande og i USA. Deres årsomsætning var i 2023 på 1,7 mia. danske kroner, og de har en installeret effekt på 34,5 GW. Brødrene Jens Rasmussen og Søren Rasmussen begyndte at opkøbe vindmøller i 1996, hvilket de fortsatte med indtil 2001. I 2003 begyndte Søren igen at opkøbe vindmøller, denne gang tyske vindmøller, hvilket blev indledningen til Eurowind Energy, der blev etableret i 2006. I 2020 blev 50 % af virksomheden solgt til Norlys Holding, som siden da har indgået i et ligeværdigt partnerskab.